# 褐背細斯
褐背細斯（学名：Conocephalus maculatus），又名褐背細蟴或斑翅草螽，亦有異名中華草螽，为螽斯科草螽屬的物種，分布於日本、中國（河北、山西、陝西以南至西藏、華南地區一帶的大部分省分皆有紀錄）、臺灣、緬甸極南部、尼泊爾、印度、斯里蘭卡、馬來半島、東爪哇島、澳洲、紐西蘭、阿拉伯半島南部以及漠南非洲的部分地區。

## 扩展阅读
- 維基物種上的相關：褐背細蟴